# Justyna Czartorzyska-Szrojt
Justyna Czartorzyska właśc. Maria Janina Bachrach, zamężna Szrojt (ur. 16 grudnia 1903 w Warszawie, zm. 28 kwietnia 1972 w Warszawie) – aktorka.

## Życiorys
Była córką Feliksa i Balbiny Bachrachów, żoną sekretarza lit. teatru Eugeniusza Szrojta. Na scenie używała zawsze nazwiska Czartorzyska. W 1923 ukończyła Oddział Dramatyczny przy Państw. Konserwatorium Muzycznym w Warszawie, już jednak w sezonie 1922/23 zaczęła występować w warszawskim Tatrze Polskim w małych rólkach. W sezonie 1923/24 nadal w Teatrze Polskim Małym. W sezonie 1924/25 i 1925/26 występowała w Qui Pro Quo (wyróżniała się w recytacjach). W sezonach 1926/27 i 1927/28 w Teatrze im. Słowackiego w Krakowie, później w teatrach objazdowych. W okresie międzywojennym występowała też dorywczo w zespołach objazdowych pod kier. K. Adwentowicza. W czasie II wojny świat. nie grała. Od 1946 należała do zespołu Miejskich Teatrów Dramatycznych w Warszawie i na ich scenach grała w sezonach 1946/47 i 1947/48. Później występowała nadal w Warszawie, m.in. w Teatrach Dzieci Warszawy (1949-50) Nowej Warszawy (1950/51-1952/53), Powszechnym (1953/54-1956/57) i Ludowym (1958-60). W 1963 przeszła na emeryturę.
Przed II wojną świat. grała przeważnie role młodych dziewcząt i amantek. Grała też w polskich filmach: "Tajemnica przystanku tramwajowego" (1922), "O czym się nie mówi" (1924), "Szlakiem hańby" (1929)

## Role teatralne (wybór)
- Ludwika ("Miłość czuwa") 1923/24 Teatr Polski Mały
- Pokojówka ("Od poranka do północy") 1923/24 Teatr Polski Mały
- Mabel ("Cały dzień bez kłamstwa")
- Paulette ("Proboszcz wśród bogaczy")
- Maryna ("Wesele", 1946)
- Tilly ("Świerszcz za kominem" 1947)
- Róża Byleńska ("Dom kobiet", 1948)
- Janin, ("Niezwykła historia", 1953)
- Popowa ("Niedźwiedź" 1955)
- Teresina ("Filomena Marturano", 1956)
- Bobine ("Przyjaciele" A. Fredry, 1959).